# 班凌宵
班凌宵（?—?），山西崞县人，清朝政治人物。贡士出身。
道光6年（1826年），擔任清朝遵义府婺川縣知縣。后由鄧應台接任。